# Dolina Kanału Bydgoskiego

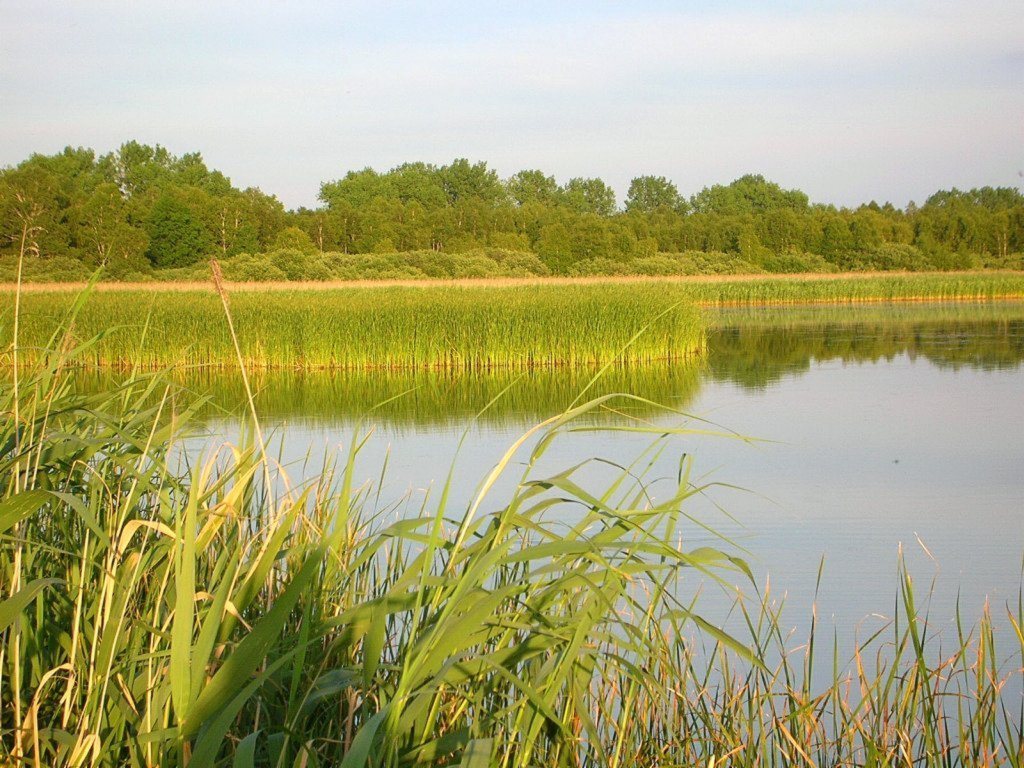
Staw Kardynalski

Dolina Kanału Bydgoskiego (315.351) – mikroregion fizycznogeograficzny, stanowiący zachodnią część mezoregionu Kotliny Toruńskiej.

## Położenie
Mikroregion zajmuje zachodnią część Kotliny Toruńskiej na odcinku od zachodnich granic Bydgoszczy do Nakła nad Notecią.

## Charakterystyka
Mikroregion obejmuje dno Pradoliny Toruńsko-Eberswaldzkiej, położone na wysokości 50–60 m n.p.m., w którym znajduje się koryto Kanału Bydgoskiego. Północną granicą jednostki jest Zbocze Kruszyńskie oddzielające pradolinę od makroregionu Pojezierze Wielkopolskie, natomiast granicą południową jest zbocze wyższej terasy pradolinnej. Granica wschodnia mikroregionu przebiega na zachodnich rubieżach Bydgoszczy w obrębie osiedli Prądy i Osowa Góra.
Dolina Kanału Bydgoskiego zbudowana jest z osadów wodno-lodowcowych (piaski, żwiry) przewarstwionych namułami. Warstwy te sięgają kilkunastu metrów głębokości i zalegają na zerodowanej glinie morenowej lub na osadach trzeciorzędowych. Lokalnie w osadach piaszczystych oraz na powierzchni występują osady organiczne (torfy niskie) o miąższości do kilkunastu metrów. W Lisim Ogonie prowadzi się eksploatację torfu na cele gospodarcze. W obrębie mikroregionu występuje dział wodny między dorzeczem Odry i Wisły, których łącznikiem jest Kanał Bydgoski o lustrze wody podniesionym przez śluzy.
W dolinie główną formą użytkowania ziemi są łąki. Stosunki wodne są uregulowane przez sieć rowów melioracyjnych, a woda podziemna zalega stosunkowo płytko (0,5–1,0 m). W rejonie Ślesina utworzono system stawów rybnych, z których największy nazywa się Staw Kardynalski; nad jego północnym brzegiem znajduje się wieża widokowa. Na niepielęgnowanych łąkach występuje zjawisko sukcesji, przede wszystkim różnych gatunków wierzb oraz topoli czarnej, topoli osiki i olszy czarnej.

### Ochrona przyrody
Mikroregion stanowi fragment korytarza ekologicznego o znaczeniu międzynarodowym (sieć European Ecological Network). Jest ważnym ogniwem w systemie ochrony, ptaków, szczególnie wodnych (m.in. czapla siwa, żuraw), przede wszystkim na trasie przelotów. Jego obszar włączono w sieć Natura 2000: Dolina Środkowej Noteci i Kanału Bydgoskiego i Dolina Noteci.
W obrębie jednostki znajduje się rezerwat przyrody Łąki Ślesińskie o powierzchni 42 ha z chronioną brzozą niską.